# Haus Ober-Frohnrath
Haus Ober-Frohnrath (in alten Quellen auch Fronerothe oder Vroenrade; in jüngeren Veröffentlichungen auch Oberfronrath) ist ein mittelalterlicher Adelssitz und ehemals kurkölnisches Lehen am Katzenpolsweg 6–10 in Aachen. Das Bauwerk liegt nördlich des Dorfes Horbach an der Nordgrenze des Stadtbezirks Richterich.

## Geschichte
Die Ersterwähnung Ober-Frohnraths findet sich in den Jahrbüchern von Klosterrath (Annales Rodenses). Diese erwähnen Ober-Frohnrath zum Jahr 1112 als Haus Fronerothe im Kirchspiel Richterich.
Ursprünglich besaß die rechteckige Anlage eine herrschaftliche Wohnung, eine geweihte Kapelle und vier Türme, von denen heute nur die zwei an der Straßenfront erhalten sind. Noch Ende des 19. Jahrhunderts war es auf zwei Seiten von Wasser umgeben. Zum Haus gehörten 293 Morgen Land, in dessen Mitte das Haus lag.
Zur Zeit des Kölner Erzbischofs Engelbert II. von Falkenburg kam Ober-Frohnrath zusammen mit anderen Gütern im Falkenburger und Limburger Land an Kurköln. Seit dem 14. Jahrhundert unterstanden diese Güter inkl. Ober-Frohnrath dann der kurkölnischen Lehnskammer zu Heerlen.
Im 15. Jahrhundert war der Hove van Overstvroinraide im Besitz von Roland von Obbendorp. 1477 gehörte Ober-Frohnrath dem Jülicher Erbmarschall Johann Hurth van Schoeneck zu Burg Ringsheim und dessen Ehefrau Johanna von Birgel. 1524 empfing Junker Doin, Herr zu Frankenberg, das Gut als Lehen. Der Doin Genannte war Adam von Merode-Frankenberg, der neben der Burg Frankenberg auch die Vogtei über die Reichsabtei Burtscheid innehatte. Dessen Erbtochter Elisabeth von Merode genannt Frankenberg (urkundl. 1540–1577) heiratete Hermann von Buer (urkundl. 1527 – † ca. 1562) zu Böckum, Rommeljans und Kastein aus dem Geschlecht der Herren von Buer. 1540 teilte Hermann das Erbe seiner Schwiegereltern mit anderen Erben. Hermann und Elisabeth erhielten 500 Goldgulden und Ober-Frohnrath (Hoff Erve ende Goet zu Vroenrade), das die Eheleute verpachteten.
Hermanns Urenkel Johann von Buer (1609–1647) und dessen Frau Maria von Scheidt genannt Weschpfennig (1604–1677) verkauften den Hof Ober-Frohnrath 1637 an den kaiserlichen Oberst Gottfried Freiherr von Friesheim und seiner Frau Katharina Amya. Gottfried von Friesheim war auch 1681 noch kurkölnischer Lehnsmann. 1738 wurde Ober-Frohnrath an den Aachener Bürgerhauptmann Johann von Thenen verkauft. Dieser vererbte das Haus an seine Nachkommen, die es noch 1885 besaßen. Inzwischen ist das Gut seit vielen Jahrzehnten in Händen der Familie Hogen.
Der heutige, denkmalgeschützte, vierflügelige Gebäudebestand entstammt dem 16. und 17. Jahrhundert. Der Nordflügel trägt die Jahreszahl 1646. Im 20. Jahrhundert wurde die Burg erneuert.